# Magdalena Tul

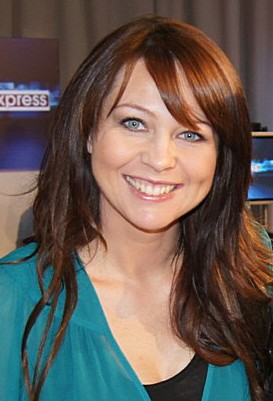
Magdalena Tul 2012-ben

Magdalena Ewa Tul (Gdańsk, 1980. április 29.–) lengyel énekesnő.

## Életrajz
Munkáját 2000-ben kezdte a Studio Buffo Janusz Jozefowicz-ban, ahol színészkedett és számos musicalekben játszott.
2004-ben diplomázott a Bydgoszczi Akadémián, ahol pedagógiai és pszichológiai "Master of Arts" fokozatot szerzett.
A sok éves munka meghozta gyümölcsét és megjelent első albuma V.O.H. címmel. Albumában tizennégy angol nyelvű dal szerepelt.
2011. február 14-én Magdalena a telefonos szavazatok 44,47%-át szerezte meg a Jestem című dalával, ezzel elnyerte a jogot, hogy ő képviselje Lengyelországot a 2011-es Eurovíziós Dalfesztiválon Düsseldorfban, ahol az első elődöntőben a tizenkilencedik helyet szerezte meg 18 ponttal, így nem jutott be a döntőbe.
2012-ben beküldött egy dalt a svájci eurovíziós dalválogatóra, melynek címe Give It Up.
2013-ban a lengyel The Voice jelöltje volt. 
2021-ben bejelentette együttműködését a Banner Records amerikai lemeztársasággal, amelyhez felvette a "Face the Day" (2021) és az "If Loving You Is All I Ever Do" kislemezeket ( 2022).

## Diszkográfia

### Albumok
| Cím                           |
| ----------------------------- |
| V.O.H. - The Victory Of Heart |

### Dalok
| Év     | Dal címe        |
| ------ | --------------- |
| 2004   | Full Of Life    |
| 2005   | Idź swoją drogą |
| 2006   | Find The Music  |
| 2007   | Tryin'          |
| 2010   | Nie ma jej      |
| Jestem |                 |
| 2012   | Get It Up       |